# Mir Boschi

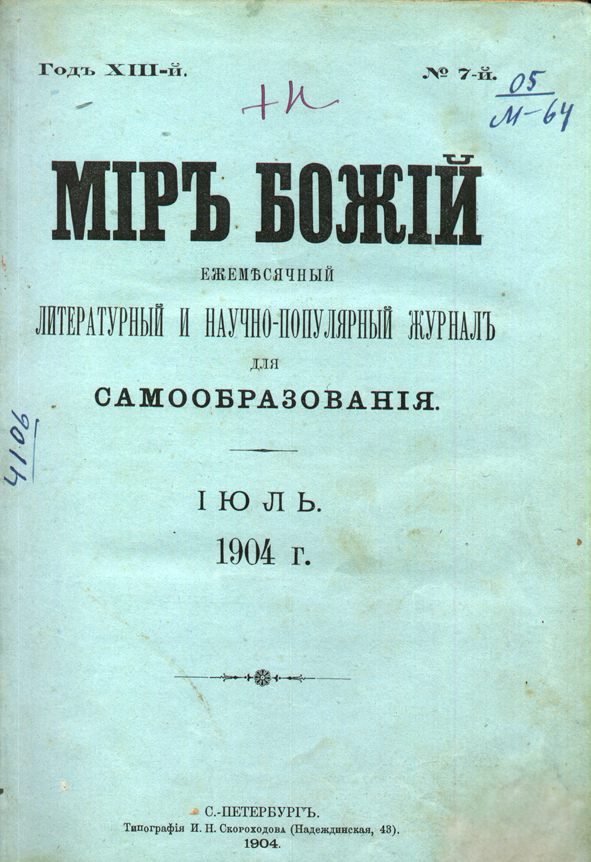
Titelblatt Juli 1904

Mir Boschi (russisch Мир Божий, – Originalschreibweise: Міръ Божій: Gottes Welt) war eine literarische und populärwissenschaftliche Zeitschrift für Autodidaktik, die 1892 bis 1906 monatlich in Sankt Petersburg in russischer Sprache erschien.

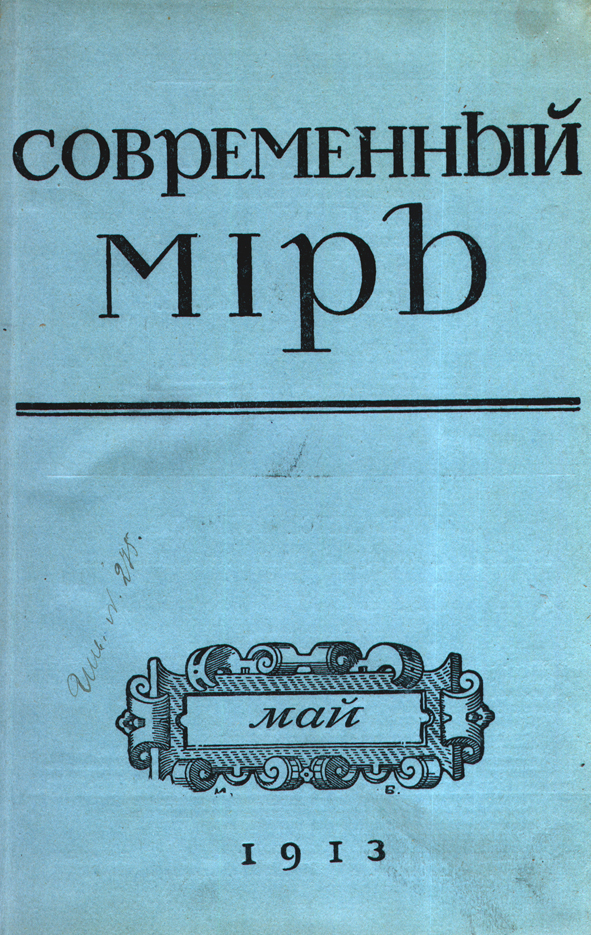
Titelblatt Mai 1913

Verlegerin war Alexander Kuprins Schwiegermutter Alexandra Arkadjewna Dawydowa. Als Chefredakteure zeichneten bis 1902 Wiktor Petrowitsch Ostrogorski und bis 1906 Fjodor Dmitrijewitsch Batjuschkow. Nach einer „politischen Bewertung“ durch die Zensur des Zaren wurde die Zeitschrift im Juli 1906 verboten und Batjuschkow vor Gericht gestellt. Allerdings erschien das Periodikum bereits ab Oktober 1906 unter dem neuen Titel Sowremenny mir (russisch Современный мир, Moderne Welt) wieder. Vom Mai 1909 bis 1918 war Nikolai Iwanowitsch Iordanski Chefredakteur.
1898 besprach Lenin in der Zeitschrift Alexander Bogdanows Kurzen Abriss der Ökonomischen Wissenschaft aus dem Jahr 1897.
Von 1892 bis 1918 schrieben für die Zeitschrift zum Beispiel der Geologe Walerijan Konstantinowitsch Agafonow, die Historiker Grigori Awetowitsch Dschanschijew und Pawel Nikolajewitsch Miljukow, der Anthropologe Dmitri Andrejewitsch Koroptschewski, der Dramaturg Dmitri Narkissowitsch Mamin-Sibirjak, die Journalistin Emilija Kirillowna Pimenowa, der Legale Marxist Michail Iwanowitsch Tugan-Baranowski, die Übersetzerin Olga Nikolajewna Tschjumina und der Ökonom Boris Ossipowitsch Efrussi.
Aus der Feder von Konstantin Michailowitsch Stanjukowitsch erschienen Beiträge über die Seekriegsflotte des Zaren.